# Coppieters Foundation

Logo der Coppieters Foundation

Die Coppieters Foundation, ehemals Centre Maurits Coppieters, ist eine europäische politische Stiftung. Sie steht der Europäischen Freien Allianz (EFA) nahe. Sie wurde 2007 gegründet und hat ihren Sitz in Brüssel. Vorsitzender der Xabier Macías.
Die Coppieters Foundation fördert die politische Forschung auf europäischer und internationaler Ebene und konzentriert sich dabei vor allem auf den Umgang mit kultureller und sprachlicher Vielfalt in komplexen Gesellschaften, Multi-Level-Governance, Dezentralisierung, Staats- und Verfassungsreform, Abspaltung von Staaten und Selbstbestimmung, politische und wirtschaftliche Steuerung von subzentralen Regierungen, Konfliktlösung, Menschenrechte und Friedensförderung.
Die Coppieters Foundation ist nach Maurits Coppieters benannt, einem 2005 verstorbenen flämischen Politiker der Volksunie (VU), Mitglied des Europäischen Parlaments und Mitgründer der EFA. Während seiner politischen Laufbahn setzte sich Coppieters vor allem für das Selbstbestimmungsrecht in der EU ein.

## Mitglieder
Der Coppieters Foundation hat elf Vollmitglieder und fünf assoziierte Mitglieder.

### Vollmitglieder
- Alkartasuna Fundazioa
- Arritti
- Ezkerraberri Fundazioa
- Fundación Galiza Sempre
- Fundació Josep Irla
- Fundació Emili Darder
- Home of Macedonian Culture
- Welsh Nationalism Foundation
- Le Peuple Breton
- Fundació Nexe
- ADEO – Associacion pel Desvelopament de l’Escrich Occitan

### Assoziierte Mitglieder
- CIEMEN
- Free State of Rijeka Association
- Istituto Camillo Bellieni
- Kurdish Institute of Brussels
- Hungarian National Council of Transylvania
- Enbata